# Raúl di Blasio
Raúl Di Blasio (Zapala, Neuquén; 14 de noviembre de 1949) es un pianista argentino, conocido como El Piano de América.

## Biografía
Raúl Di Blasio nació en Zapala, Argentina, en una familia sin antecedentes musicales. Desde temprana edad, mostró un interés notable por el piano. A los seis años, sus padres lo inscribieron en clases de piano, a pesar de no tener recursos para comprar uno, por lo que practicaba en los pianos de sus maestros.
Durante su adolescencia, fue influenciado por el fenómeno de Los Beatles y formó parte del movimiento de rock. Sin embargo, sus padres lo instaron a seguir una carrera universitaria, lo que lo llevó a trasladarse a Buenos Aires, donde a los veinte años comenzó a practicar el piano hasta doce horas diarias.
A los 27 años, se mudó a Chile, donde tocaba en bares y componía sus propias melodías. En Viña del Mar, acompañó a artistas como Rocío Dúrcal y Julio Iglesias. En 1983, lanzó su primer álbum con EMI Chile, y posteriormente firmó con la discográfica BCS-S, donde incluyó música latinoamericana en sus producciones.
En 1984, decidió dedicarse profesionalmente al piano. Desde 1988, fue apodado "El Piano de América" tras una entrevista con la periodista Mayra Vargas para Prensa Libre de Guatemala. Cinco años después, utilizó este apodo como título de uno de sus álbumes.
En 1997, participó en el tema "Después de ti... ¿qué?" junto a José Feliciano y Cristian Castro. A lo largo de su carrera, ha colaborado con numerosos artistas de renombre como José José, Juan Gabriel, Marco Antonio Solís, Armando Manzanero, Guadalupe Pineda, Carlos Cuevas, Richard Clayderman, Luis Jara, Luis Miguel, Sin Bandera y Bronco, entre otros. En 2001, El Consorcio lo acompañó en cinco temas del álbum Di Blasio–Gardel.
Su música ha sido utilizada en competiciones de patinaje artístico por figuras como Maria Butyrskaya y Yuzuru Hanyu. Di Blasio es conocido por su capacidad para improvisar y por su estilo que combina música clásica, latina y pop, atrayendo a una amplia audiencia internacional.

## Discografía

### Como solista
| Año de publicación | Título                                              |
| 1979               | Raúl Di Blasio en "Cazados Club"                    |
| 1983               | Sur de América                                      |
| 1985               | Canta Piano                                         |
| 1989               | El Piano de América                                 |
| 1991               | Barroco                                             |
| 1991               | Alrededor del mundo                                 |
| 1993               | En tiempo de amor                                   |
| 1994               | Piano de América 2                                  |
| 1995               | Latino                                              |
| 1997               | Solo                                                |
| 1998               | Desde México                                        |
| 1999               | Christmas                                           |
| 2000               | De mis manos                                        |
| 2000               | Di Blasio Brasileirinho                             |
| 2002               | Di Blasio-Gardel Tango                              |
| 2003               | Raúl Di Blasio y José Luis Rodríguez: Clave de amor |
| 2008               | Primavera                                           |

### Colaboraciones
| Año de publicación | Título                |
| 1998               | Y sigue siendo el Rey |
| 1999               | Bohemia               |
| 2000               | Bohemia II            |